# Liste der Kulturdenkmale in Berlin-Lankwitz

Lage von Lankwitz in Berlin

In der Liste der Kulturdenkmale von Lankwitz sind die Kulturdenkmale des Berliner Ortsteils Lankwitz im Bezirk Steglitz-Zehlendorf aufgeführt.

## Denkmalbereiche (Ensembles)
| Nr.      | Lage                                                                 | Offizielle Bezeichnung | Bestandteile | Bild                                |
| -------- | -------------------------------------------------------------------- | --- | --- | ----------------------------------- |
| 09065382 | Alt-Lankwitz 37/39, 43 Mühlenstraße 3–5, 22, 32 (Lage)               | Dorflage Lankwitz mit Dorfanger Baudenkmale siehe: Alt-Lankwitz 37/39, 43, Dorfkirche Mühlenstraße 5, 22, 32                                                                                  | Weitere Bestandteile des Ensembles:                                                                                       | Weitere Bestandteile des Ensembles: |
| 09065382 | Alt-Lankwitz 37/39, 43 Mühlenstraße 3–5, 22, 32 (Lage)               | Dorflage Lankwitz mit Dorfanger Baudenkmale siehe: Alt-Lankwitz 37/39, 43, Dorfkirche Mühlenstraße 5, 22, 32                                                                                  | 09065427 – Mühlenstraße 3, Mietshaus, 1892–1893 von M. Lehfeld                                                            |                                     |
| 09065382 | Alt-Lankwitz 37/39, 43 Mühlenstraße 3–5, 22, 32 (Lage)               | Dorflage Lankwitz mit Dorfanger Baudenkmale siehe: Alt-Lankwitz 37/39, 43, Dorfkirche Mühlenstraße 5, 22, 32                                                                                  | 09065428 – Mühlenstraße 4, Wohnhaus, um 1885                                                                              |                                     |
| 09065388 | Birkbuschstraße 40, 42 Teltowkanalstraße 9 (Lage)                    | Kraftwerk Steglitz Baudenkmal siehe: Birkbuschstraße 40/42 (Kraftwerk Steglitz, Gasturbinenanlage) Teltowkanalstraße 9 (Fernabspannwerk, Batteriespeicheranlage)                              | Weitere Bestandteile des Ensembles:                                                                                       | Weitere Bestandteile des Ensembles: |
| 09065388 | Birkbuschstraße 40, 42 Teltowkanalstraße 9 (Lage)                    | Kraftwerk Steglitz Baudenkmal siehe: Birkbuschstraße 40/42 (Kraftwerk Steglitz, Gasturbinenanlage) Teltowkanalstraße 9 (Fernabspannwerk, Batteriespeicheranlage)                              | 09070022 – Birkbuschstraße 40, Wassereinlaufgebäude, 1962–1963                                                            |                                     |
| 09065388 | Birkbuschstraße 40, 42 Teltowkanalstraße 9 (Lage)                    | Kraftwerk Steglitz Baudenkmal siehe: Birkbuschstraße 40/42 (Kraftwerk Steglitz, Gasturbinenanlage) Teltowkanalstraße 9 (Fernabspannwerk, Batteriespeicheranlage)                              | 09070023 – Birkbuschstraße 40, Garagen- und Bürogebäude, 1958                                                             |                                     |
| 09065388 | Birkbuschstraße 40, 42 Teltowkanalstraße 9 (Lage)                    | Kraftwerk Steglitz Baudenkmal siehe: Birkbuschstraße 40/42 (Kraftwerk Steglitz, Gasturbinenanlage) Teltowkanalstraße 9 (Fernabspannwerk, Batteriespeicheranlage)                              | 09070024 – Birkbuschstraße 42, Pförtnerhaus, 1963–1964                                                                    |                                     |
| 09065402 | Gallwitzallee 4/6 Paul-Schneider-Straße (Lage)                       | Dreifaltigkeitskirche mit Gemeindehaus Baudenkmal siehe: Dreifaltigkeitskirche | Weiterer Bestandteil des Ensembles:                                                                                       | Weiterer Bestandteil des Ensembles: |
| 09065402 | Gallwitzallee 4/6 Paul-Schneider-Straße (Lage)                       | Dreifaltigkeitskirche mit Gemeindehaus Baudenkmal siehe: Dreifaltigkeitskirche | 09065403 – Gallwitzallee 4/6, Gemeindehaus, 1930–1931 von Otto Kuhlmann                                                   |                                     |
| 09065413 | Hanna-Renate-Laurien-Platz 1 Bernkastler Platz Leonorenstraße (Lage) | Rathaus Lankwitz, S-Bahnhof Lankwitz, Stadtplatz mit Pavillon Baudenkmale siehe: Hanna-Renate-Laurien-Platz 1 Leonorenstraße 65br />S-Bahnhof Lankwitz Gartendenkmal siehe: Bernkastler Platz | Zum Bau des Rathauses gab es 1910–1911 einen Architektenwettbewerb, den ersten Preis gewannen die Berliner Gebrüder Ratz. |                                     |
| 09065423 | Mozartstraße 32/36 (Lage)                                            | Einfamilienhäuser | Bestandteile des Ensembles:                                                                                               | Bestandteile des Ensembles:         |
| 09065423 | Mozartstraße 32/36 (Lage)                                            | Einfamilienhäuser | 09065424 – Mozartstraße 32, Einfamilienhaus, 1909–1910 von Paul Welsch                                                    |                                     |
| 09065423 | Mozartstraße 32/36 (Lage)                                            | Einfamilienhäuser | 09065425 – Mozartstraße 34, Einfamilienhaus, 1910–1911 von Max Johow, Umbau 1930 von Egon Eiermann                        |                                     |
| 09065423 | Mozartstraße 32/36 (Lage)                                            | Einfamilienhäuser | 09065426 – Mozartstraße 36, Einfamilienhaus, 1912–1913 von Max Johow                                                      |                                     |
| 09065433 | Nicolaistraße 7, 8/14 (Lage)                                         | Fabrik- und Bürogebäude Baudenkmale siehe: Nicolaistraße 7, 8/12 | Weiterer Bestandteil des Ensembles:                                                                                       | Weiterer Bestandteil des Ensembles: |
| 09065433 | Nicolaistraße 7, 8/14 (Lage)                                         | Fabrik- und Bürogebäude Baudenkmale siehe: Nicolaistraße 7, 8/12 | 09065436 – Nicolaistraße 14, Fabrikgebäude, 1899–1900 von C. Friedrichs                                                   |                                     |

## Denkmalbereiche (Gesamtanlagen)
| Nr.      | Lage | Offizielle Bezeichnung                   | Bestandteile | Bild                                                                                                |
| -------- | --- | ---------------------------------------- | --- | --------------------------------------------------------------------------------------------------- |
| 09065392 | Calandrellistraße 7 Gärtnerstraße 25–32 (Lage)                                                                     | Herrenhaus Correns (später Siemensvilla) | Einfamilienhaus mit Nebengebäuden, 1912–1919 von Albert Denzel und Fritz Freymüller (siehe auch Gartendenkmal Parkanlage der Siemensvilla) | Herrenhaus Correns, heutige Siemensvilla                                                            |
| 09065392 | Calandrellistraße 7 Gärtnerstraße 25–32 (Lage)                                                                     | Herrenhaus Correns (später Siemensvilla) | Anbau Musiksaal, 1928–1929 von Gustav Clemens                                                                                              | |
| 09065392 | Calandrellistraße 7 Gärtnerstraße 25–32 (Lage)                                                                     | Herrenhaus Correns (später Siemensvilla) | Einfriedung | |
| 09065392 | Calandrellistraße 7 Gärtnerstraße 25–32 (Lage)                                                                     | Herrenhaus Correns (später Siemensvilla) | Pförtnerhaus | |
| 09065392 | Calandrellistraße 7 Gärtnerstraße 25–32 (Lage)                                                                     | Herrenhaus Correns (später Siemensvilla) | Gärtner- und Garagenhaus | |
| 09065392 | Calandrellistraße 7 Gärtnerstraße 25–32 (Lage)                                                                     | Herrenhaus Correns (später Siemensvilla) | Teepavillon | |
| 09065396 | Dessauerstraße 38/46 (Lage)                                                                                        | Kleinhaus-Siedlung                       | Dessauerstraße 38, 1922–1924 von der Gemeinnützigen Siedlung von Lankwitz eGmbH                                                            | |
| 09065396 | Dessauerstraße 38/46 (Lage)                                                                                        | Kleinhaus-Siedlung                       | Dessauerstraße 40 | |
| 09065396 | Dessauerstraße 38/46 (Lage)                                                                                        | Kleinhaus-Siedlung                       | Dessauerstraße 42 | |
| 09065396 | Dessauerstraße 38/46 (Lage)                                                                                        | Kleinhaus-Siedlung                       | Dessauerstraße 44 | |
| 09065396 | Dessauerstraße 38/46 (Lage)                                                                                        | Kleinhaus-Siedlung                       | Dessauerstraße 46 | |
| 09065400 | Falkenhausenweg 47–75A Hanielweg 50/52 Hohenbornweg 1–6, 7/13, 15–20 Pappritzstraße 7/41 Wichurastraße 9/15 (Lage) | Siedlung Lankwitz Süd                    | Wohnanlage, ab 1937 von der Architektengemeinschaft G. A. Behrens, Friedrich Blume, Leo Lottermoser                                        | Wohnanlage, ab 1937 von der Architektengemeinschaft G. A. Behrens, Friedrich Blume, Leo Lottermoser |
| 09065400 | Falkenhausenweg 47–75A Hanielweg 50/52 Hohenbornweg 1–6, 7/13, 15–20 Pappritzstraße 7/41 Wichurastraße 9/15 (Lage) | Siedlung Lankwitz Süd                    | westliches Hofhaus Wichurastraße/Falkenhausenweg                                                                                           | |
| 09065400 | Falkenhausenweg 47–75A Hanielweg 50/52 Hohenbornweg 1–6, 7/13, 15–20 Pappritzstraße 7/41 Wichurastraße 9/15 (Lage) | Siedlung Lankwitz Süd                    | östliches Hofhaus Wichurastraße/Falkenhausenweg                                                                                            | |
| 09065400 | Falkenhausenweg 47–75A Hanielweg 50/52 Hohenbornweg 1–6, 7/13, 15–20 Pappritzstraße 7/41 Wichurastraße 9/15 (Lage) | Siedlung Lankwitz Süd                    | westliches Hofhaus Falkenhausenweg/Hohenbornweg                                                                                            | |
| 09065400 | Falkenhausenweg 47–75A Hanielweg 50/52 Hohenbornweg 1–6, 7/13, 15–20 Pappritzstraße 7/41 Wichurastraße 9/15 (Lage) | Siedlung Lankwitz Süd                    | östliches Hofhaus Falkenhausenweg/Hohenbornweg                                                                                             | |
| 09065400 | Falkenhausenweg 47–75A Hanielweg 50/52 Hohenbornweg 1–6, 7/13, 15–20 Pappritzstraße 7/41 Wichurastraße 9/15 (Lage) | Siedlung Lankwitz Süd                    | Zeilenbau (giebelständiges Gebäude) | |
| 09065400 | Falkenhausenweg 47–75A Hanielweg 50/52 Hohenbornweg 1–6, 7/13, 15–20 Pappritzstraße 7/41 Wichurastraße 9/15 (Lage) | Siedlung Lankwitz Süd                    | Gebäudeteil des westlichen Hofhauses Falkenhausenweg/Hohenbornweg                                                                          | |
| 09065400 | Falkenhausenweg 47–75A Hanielweg 50/52 Hohenbornweg 1–6, 7/13, 15–20 Pappritzstraße 7/41 Wichurastraße 9/15 (Lage) | Siedlung Lankwitz Süd                    | traufständiges Gebäude Hohenbornweg 1 & 3 & 5                                                                                              | |
| 09065400 | Falkenhausenweg 47–75A Hanielweg 50/52 Hohenbornweg 1–6, 7/13, 15–20 Pappritzstraße 7/41 Wichurastraße 9/15 (Lage) | Siedlung Lankwitz Süd                    | traufständiges Gebäude Pappritzstraße 7 & 9 & 11                                                                                           | |
| 09065419 | Malteserstraße 113/121 (Lage)                                                                                      | Lutherkirchhof                           | Kapelle, 1902–1903 von Jürgen Kröger, Wiederaufbau 1953–1956 von Andreas Doll                                                              | |
| 09065419 | Malteserstraße 113/121 (Lage)                                                                                      | Lutherkirchhof                           | Beamtenwohnhaus | |
| 09065419 | Malteserstraße 113/121 (Lage)                                                                                      | Lutherkirchhof                           | Einfriedung und Tor | |
| 09065438 | Paul-Schneider-Straße 16/28 Gallwitzallee 15/33 Kameradenweg 2, 13/23 (Lage)                                       | Reichsbund-Kriegersiedlung               | Torhaus, 1929–1931 von Willy Mühlau | |
| 09065438 | Paul-Schneider-Straße 16/28 Gallwitzallee 15/33 Kameradenweg 2, 13/23 (Lage)                                       | Reichsbund-Kriegersiedlung               | Hofseite vom Torhaus | |
| 09065438 | Paul-Schneider-Straße 16/28 Gallwitzallee 15/33 Kameradenweg 2, 13/23 (Lage)                                       | Reichsbund-Kriegersiedlung               | Paul-Schneider-Straße 16–20 | |
| 09065438 | Paul-Schneider-Straße 16/28 Gallwitzallee 15/33 Kameradenweg 2, 13/23 (Lage)                                       | Reichsbund-Kriegersiedlung               | Kameradenweg 13 & 15 | |

## Baudenkmale
| Nr.      | Lage                                             | Offizielle Bezeichnung                                                                  | Beschreibung | Bild                                          |
| -------- | ------------------------------------------------ | --------------------------------------------------------------------------------------- | --- | --------------------------------------------- |
| 09066167 | Am Gemeindepark (Lage)                           | Kriegerdenkmal                                                                          | um 1920 von Fritz Freymüller | Kriegerdenkmal                                |
| 09065383 | Alt-Lankwitz (Lage)                              | Dorfkirche Lankwitz Bestandteil des Ensembles: Dorflage Lankwitz                        | 13. Jahrhundert, Wiederaufbau 1955–1956 von W. Konwiarz                                                                                                  | Dorfkirche Lankwitz                           |
| 09065384 | Alt-Lankwitz 37/39 (Lage)                        | Theodosius-Krankenheim Bestandteil des Ensembles: Dorflage Lankwitz                     | Lehnschulzenhof 1776, Umbau 1927 von Josef Bischof |                                               |
| 09065385 | Alt-Lankwitz 43 (Lage)                           | Hospitz Angelicum Bestandteil des Ensembles: Dorflage Lankwitz                          | Villa 1875 von W. Sültmann, Wiederaufbau 1955 von Erich Glas                                                                                             |                                               |
| 09065387 | Barbarastraße 9 Dillgestraße 27 (Lage)           | Lyzeum Lankwitz mit Festhalle                                                           | Schule, 1913–1914 von Fritz Freymüller, Umbau 1953–1956 heute Beethoven-Oberschule                                                                       |                                               |
| 09065387 | Barbarastraße 9 Dillgestraße 27 (Lage)           | Lyzeum Lankwitz mit Festhalle                                                           | Festhalle | Lyzeum Lankwitz, heutige Beethoven-Oberschule |
| 09065389 | Birkbuschstraße 40, 42 (Lage)                    | Kraftwerk Steglitz Bestandteil des Ensembles: Kraftwerk Steglitz                        | Kraftwerk, 1909–1911 von Hans Heinrich Müller, Umbau 1928, 1953, 1959, 1962 und 1964 von Hans Heinrich Müller und Rehmer                                 |                                               |
| 09065389 | Birkbuschstraße 40, 42 (Lage)                    | Kraftwerk Steglitz Bestandteil des Ensembles: Kraftwerk Steglitz                        | Verwaltungsgebäude |                                               |
| 09065350 | Birkbuschstraße 40, 42 (Lage)                    | Gasturbinenanlage Bestandteil des Ensembles: Kraftwerk Steglitz                         | 1959–1960 vom Baubüro der Bewag |                                               |
| 09065391 | Bruchwitzstraße 32/36 Schulstraße 13/15 (Lage)   | Wohnanlage                                                                              | 1925–1926 von Leberecht Schmidt |                                               |
| 09065393 | Calandrellistraße 45 (Lage)                      | Haus Abrahamsohn                                                                        | 1928–1929 von Martin Albrecht Punitzer |                                               |
| 09065394 | Corneliusstraße 2 (Lage)                         | Einfamilienhaus                                                                         | 1879 von Abesser & Kröger, Anbau 1888 |                                               |
| 09065395 | Charlottenstraße 64 Elisabethstraße 37 (Lage)    | Ratswaage                                                                               | Wiegehaus mit Wohnung, 1917 von Fritz Freymüller, Umbau 1951 von Butsch                                                                                  |                                               |
| 09065397 | Edenkobener Weg (Lage)                           | Edenkobener Steg und Leinpfadbrücke für Treidellokomotiven                              | um 1907 | Edenkobener Steg                              |
| 09065399 | Eiswaldtstraße 8 (Lage)                          | Turm der Reichswehrkaserne                                                              | um 1935 |                                               |
| 09065398 | Eiswaldtstraße 17 Beselerstraße (Lage)           | Hochbunker                                                                              | 1940 von Sperling |                                               |
| 09065401 | Franzstraße 15B (Lage)                           | Einfamilienhaus                                                                         | 1933–1934 von Egon Eiermann |                                               |
| 09065415 | Hanna-Renate-Laurien-Platz 1 (Lage)              | Rathaus Lankwitz mit Brunnen Bestandteil des Ensembles: Hanna-Renate-Laurien-Platz      | Rathaus, 1910–1912 von den Brüdern Ratz |                                               |
| 09065415 | Hanna-Renate-Laurien-Platz 1 (Lage)              | Rathaus Lankwitz mit Brunnen Bestandteil des Ensembles: Hanna-Renate-Laurien-Platz      | Brunnen, 1912 von Hinrichsen & Isenbeck |                                               |
| 09065404 | Humperdinckstraße 1 Beethovenstraße (Lage)       | Einfamilienhaus                                                                         | 1925–1926 von Eckehard Meyer |                                               |
| 09065405 | Jägerstraße 18D Luisenstraße (Lage)              | Mietshaus                                                                               | 1903–1904 von Adalbert Scheer |                                               |
| 09065406 | Kaulbachstraße 33/35 (Lage)                      | Einfamilienhaus                                                                         | 1922–1923 von Fritz Freymüller |                                               |
| 09011396 | Kaulbachstraße 62/64 Corneliusstraße 31 (Lage)   | Kath. St. Benedikt-Kirche                                                               | Kirchenbau mit Campanile, 1967–1968 von Paul Johannbroer                                                                                                 |                                               |
| 09011396 | Kaulbachstraße 62/64 Corneliusstraße 31 (Lage)   | Kath. St. Benedikt-Kirche                                                               | Pfarramt |                                               |
| 09011396 | Kaulbachstraße 62/64 Corneliusstraße 31 (Lage)   | Kath. St. Benedikt-Kirche                                                               | Wohnbau |                                               |
| 09011396 | Kaulbachstraße 62/64 Corneliusstraße 31 (Lage)   | Kath. St. Benedikt-Kirche                                                               | Eingang mit Campanile |                                               |
| 09011396 | Kaulbachstraße 62/64 Corneliusstraße 31 (Lage)   | Kath. St. Benedikt-Kirche                                                               | Gemeindehaus und Kita |                                               |
| 09065407 | Kurfürstenstraße 30 (Lage)                       | Wohnhaus                                                                                | 1895–1896 von Friedrich Mating |                                               |
| 09065408 | Kurfürstenstraße 53/59 (Lage)                    | Kath. Kirche Mater-Dolorosa mit Pfarrhaus                                               | 1910–1912 von Christoph Hehl, Carl Kühn, Wiederaufbau 1961, Umbau 1984                                                                                   | Mater-Dolorosa-Kirche                         |
| 09065408 | Kurfürstenstraße 53/59 (Lage)                    | Kath. Kirche Mater-Dolorosa mit Pfarrhaus                                               | Pfarrhaus |                                               |
| 09065409 | Kurfürstenstraße 65 (Lage)                       | Holzhaus                                                                                | 1909 von Julius Assmann |                                               |
| 09065411 | Leonorenstraße 3 (Lage)                          | Mehrfamilienhaus                                                                        | 1910 von Ludwig Otte |                                               |
| 09065412 | Leonorenstraße 53 (Lage)                         | Haus Caspar Kapp                                                                        | 1932 von den Brüdern Luckhardt und Alfons Anker |                                               |
| 09065414 | Leonorenstraße 65 (Lage)                         | Parkhaus Bestandteil des Ensembles: Hanna-Renate-Laurien-Platz                          | Pavillon als Mietshaus, 1913–1914 von Gemeindebaurat Fritz Freymüller, umgangssprachlich Käseglocke genannt (siehe auch Gartendenkmal Bernkastler Platz) |                                               |
| 09065416 | Leonorenstraße 90/92 Charlottenstraße 2/8 (Lage) | Wohnanlage                                                                              | 1925–1926 von Hugo Virchow |                                               |
| 09065417 | Leonorenstraße 93/97 (Lage)                      | Mietshaus                                                                               | 1909–1910 von Johann Campsen |                                               |
| 09065418 | Marchandstraße 11 (Lage)                         | Wohnhaus                                                                                | 1927–1928 von Fritz Popp |                                               |
| 09065420 | Mozartstraße 10 Kaulbachstraße (Lage)            | Einfamilienhaus                                                                         | 1930–1931 von Ernst Freud und Alexander Kurz |                                               |
| 09065421 | Mozartstraße 16/18 (Lage)                        | Einfamilienhaus                                                                         | 1924–1928 von Felix Hesse und Otto Rudolf Salvisberg |                                               |
| 09065422 | Mozartstraße 25/27 (Lage)                        | Einfamilienhaus                                                                         | 1888–1889 von W. Riedel und Badekow, Umbau 1896 von Johann Sinnig (siehe auch Gartendenkmal Villengarten)                                                |                                               |
| 09065429 | Mühlenstraße 5 (Lage)                            | Wohnhaus Bestandteil des Ensembles: Dorflage Lankwitz                                   | 1886 von E. Eichelkraut, Umbau 1924 von E. H. Otto |                                               |
| 09065430 | Mühlenstraße 22 (Lage)                           | Büdnerhaus Bestandteil des Ensembles: Dorflage Lankwitz                                 | um 1850, Umbau 1876 von E. Eichelkraut |                                               |
| 09065431 | Mühlenstraße 32 (Lage)                           | Büdnerhaus Bestandteil des Ensembles: Dorflage Lankwitz                                 | 1. Hälfte 19. Jh. |                                               |
| 09065431 | Mühlenstraße 32 (Lage)                           | Büdnerhaus Bestandteil des Ensembles: Dorflage Lankwitz                                 | Stall, 1896 von Lehfeld |                                               |
| 09065432 | Mühlenstraße 33/39 (Lage)                        | Wohnanlage                                                                              | 1925–1926 von Jürgen Johannes Bachmann |                                               |
| 09065434 | Nicolaistraße 7 (Lage)                           | Fabrik Robert Abrahamsohn GmbH Bestandteil des Ensembles: Nicolaistraße                 | 1928–1929 von Martin Albrecht Punitzer |                                               |
| 09065435 | Nicolaistraße 8/12 (Lage)                        | Fabrik- und Bürogebäude Bestandteil des Ensembles: Nicolaistraße                        | Verwaltungsbau, 1956–1957 von Konrad Sage |                                               |
| 09065435 | Nicolaistraße 8/12 (Lage)                        | Fabrik- und Bürogebäude Bestandteil des Ensembles: Nicolaistraße                        | Fabrikgebäude |                                               |
| 09065437 | Paul-Schneider-Straße (Lage)                     | Dreifaltigkeitskirche Bestandteil des Ensembles: Dreifaltigkeitskirche mit Gemeindehaus | 1904–1906 von Ludwig von Thiedemann und Robert Leibnitz                                                                                                  | Dreifaltigkeitskirche Lankwitz                |
| 09065410 | S-Bahnhof Lankwitz (Lage)                        | S-Bahnhof Lankwitz Bestandteil des Ensembles: Hanna-Renate-Laurien-Platz                | Unterführung, um 1895 | Bahnhof Berlin-Lankwitz                       |
| 09065410 | S-Bahnhof Lankwitz (Lage)                        | S-Bahnhof Lankwitz Bestandteil des Ensembles: Hanna-Renate-Laurien-Platz                | Bahnsteig | Bahnhof Berlin-Lankwitz                       |
| 09065439 | Siemensstraße 44 (Lage)                          | Haus Hesse                                                                              | 1931–1932 von Egon Eiermann |                                               |
| 09065390 | Teltowkanalstraße 9 (Lage)                       | Fernabspannwerk Bestandteil des Ensembles: Kraftwerk Steglitz                           | 1929 von Egon Eiermann |                                               |
| 09065390 | Teltowkanalstraße 9 (Lage)                       | Fernabspannwerk Bestandteil des Ensembles: Kraftwerk Steglitz                           | Erweiterung und Umbau, 1940–1942 vom Baubüro der Bewag (Harbauer)                                                                                        |                                               |
| 09040053 | Teltowkanalstraße 9 (Lage)                       | Batteriespeicheranlage Bestandteil des Ensembles: Kraftwerk Steglitz                    | 1984–1986 vom Baubüro der Bewag (C.Mletzko) |                                               |
| 09065440 | Tennstedter Straße 38 (Lage)                     | Wohnhaus                                                                                | 1939–1941 von Fritz Freymüller |                                               |
| 09065441 | Trippsteinstraße 59 (Lage)                       | Holzhaus                                                                                | 1910–1911 von Franz Katzke |                                               |
| 09065386 | Wiesenweg 9–10 Teltowkanalstraße 1–2 (Lage)      | Büro- und Fabrikgebäude                                                                 | 1939–1941 von Paul Renner |                                               |
| 09065442 | Zerbster Straße 59 (Lage)                        | Holzhaus                                                                                | 1907–1908 von Richard Ermisch |                                               |

## Gartendenkmale
| Nr.      | Lage                                                                                   | Offizielle Bezeichnung                                                  | Beschreibung | Bild |
| -------- | -------------------------------------------------------------------------------------- | ----------------------------------------------------------------------- | --- | ---- |
| 09046280 | Bernkastler Platz (Lage)                                                               | Bernkastler Platz Bestandteil des Ensembles: Hanna-Renate-Laurien-Platz | 1910–1914, 1975–1989 wiederhergestellt, umgangssprachlich Rosengarten genannt (siehe auch Baudenkmal Parkhaus)              |      |
| 09046281 | Brucknerstraße 20 Calandrellistraße 48 (Lage)                                          | Villengarten                                                            | 1936 |      |
| 09046283 | Calandrellistraße 7 Gärtnerstraße 25–32 (Lage)                                         | Parkanlage des Herrenhaus Correns (Siemensvilla)                        | 1913–1916 von Carl Rimann (siehe auch Gesamtanlage Herrenhaus Correns)                                                      |      |
| 09046301 | Malteserstraße Am Gemeindepark Gallwitzallee Mühlenstraße Paul-Schneider-Straße (Lage) | Gemeindepark Lankwitz                                                   | 1910–1912 von Carl Rimann, Umgestaltungen 1950–1956, weitere Umgestaltungen bis 1985 (siehe auch Baudenkmal Kriegerdenkmal) |      |
| 09046301 | Malteserstraße Am Gemeindepark Gallwitzallee Mühlenstraße Paul-Schneider-Straße (Lage) | Gemeindepark Lankwitz                                                   | Seniorengarten, ca. 1959–1960 von Günter Gradel                                                                             |      |
| 09046304 | Mozartstraße 25/27 (Lage)                                                              | Villengarten                                                            | nach 1888 (siehe auch Baudenkmal Einfamilienhaus Mozartstraße 25/27)                                                        |      |